# Reconstrucción forense del rostro

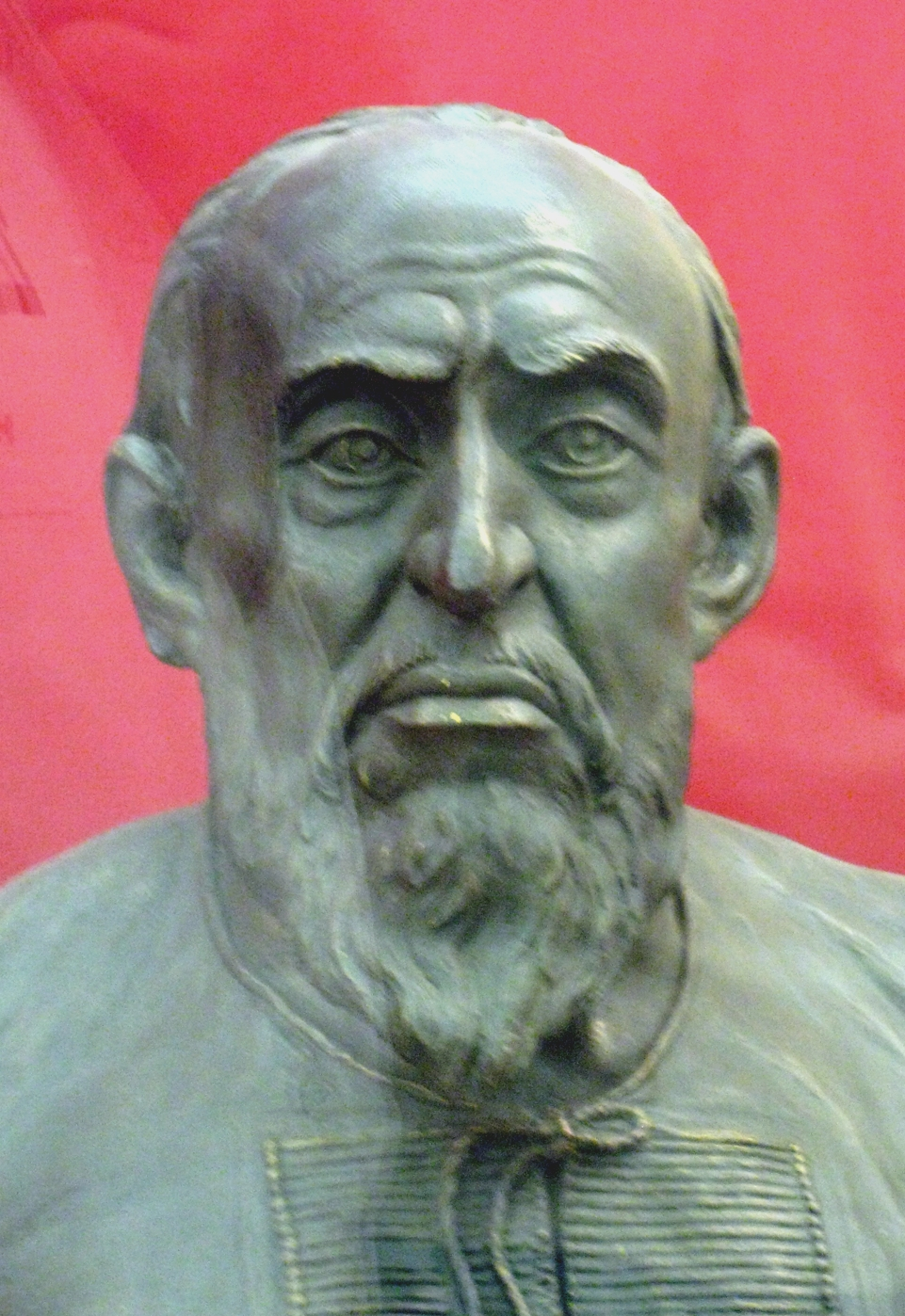
El zar Iván el Terrible de Rusia. Reconstrucción por M. Gerasimov, arqueólogo y antropólogo soviético que desarrolló la primera técnica de escultura forense. 1965

La reconstrucción facial del rostro (o aproximación  forense del rostro o reconstrucción facial) es el proceso de recrear la cara de un individuo (cuya identidad a menudo no se conoce) a partir de sus restos esqueléticos. En este proceso trabaja el arte, antropología, osteología y anatomía . Esta técnica es subjetiva, así como controvertida. A pesar de la controversia, la reconstrucción facial ha tenido éxito con frecuencia en investigaciones. 
Además de ser útil en investigaciones criminales, es útil en restos de valor histórico y restos de homínidos prehistóricos y humanos. 

## Tipos de identificación
Hay dos formas de identificación en la antropología forense : circunstancial y positiva.
- La identificación circunstancial se establece cuando un individuo se ajusta al perfil biológico de un conjunto de restos esqueléticos o en gran parte esqueléticos. Este tipo de identificación no prueba ni verifica la identidad porque gran número de individuos se ajustan a la misma descripción biológica.
- La identificación positiva, es uno de los principales objetivos de la ciencia forense, se establece cuando el  conjunto único de características biológicas de un individuo encaja con un conjunto de restos esqueléticos. Este tipo de identificación requiere que los restos esqueléticos correspondan con registros médicos u odontológicos, heridas o patologías ante mortem únicas, análisis de ADN y otros medios.[2]

La reconstrucción facial sirve de alternativa a los investigadores y familiares involucrados en casos penales relacionados con restos no identificados. Las aproximaciones faciales suelen proporcionar información que puede conducir a la identificación positiva de los restos. 

## Admisibilidad legal
En los EE. UU. la reconstrucción forense facial no cumple con el Estándar Daubert, no se considera como técnica legalmente reconocida para la identificación positiva y no es admisible como testimonio experto.
El Estándar Daubert es un precedente legal establecido en 1993 por la Corte Suprema con respecto a la admisibilidad del testimonio de peritos durante los procedimientos legales, establecido para garantizar que el testimonio experto se base en hechos o datos suficientes, derivados de la aplicación adecuada de principios y métodos confiables. Cuando varios artistas forenses producen aproximaciones para el mismo conjunto de restos esqueléticos, no hay dos reconstrucciones iguales y los datos a partir de los cuales se crean las aproximaciones son en gran parte incompletos. Debido a esto, la reconstrucción forense facial no cumple con el Estándar Daubert, por lo que no se considera como técnica legalmente reconocida para la identificación positiva y no es admisible como testimonio experto. Actualmente, las reconstrucciones solo se producen para ayudar al proceso de identificación positiva junto con métodos verificados. 

## Tipos de reconstrucciones

### Reconstrucciones bidimensionales

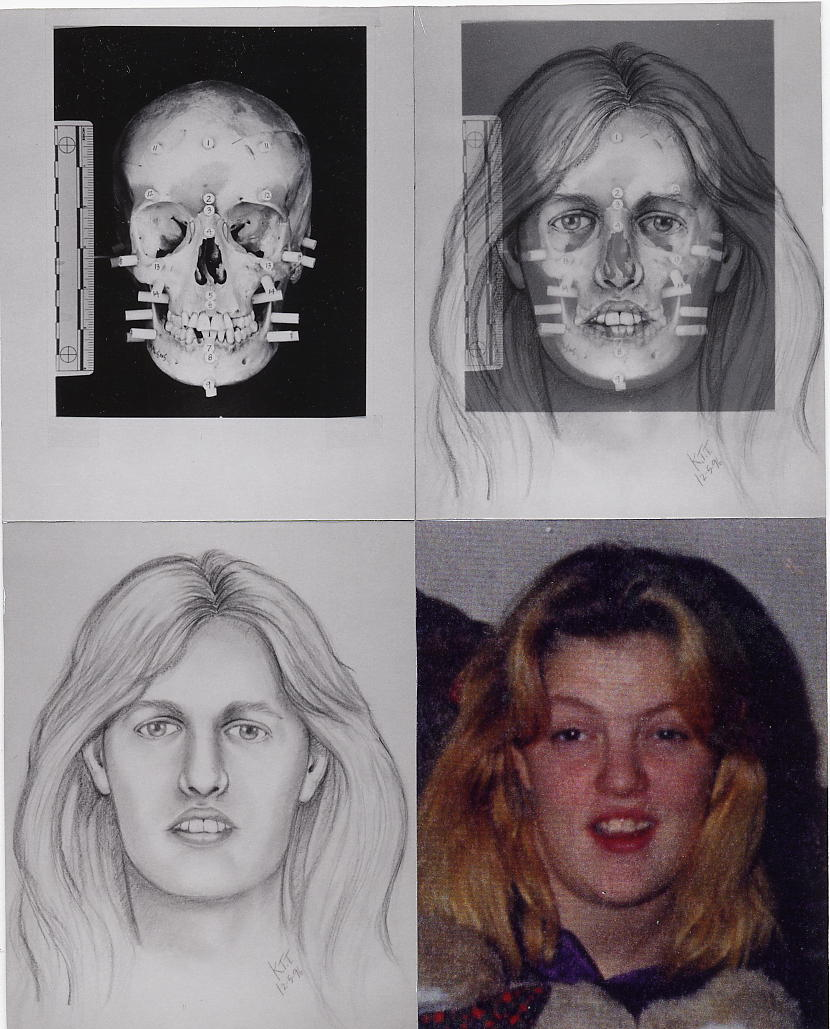
Ejemplo de una reconstrucción facial en 2D realizada por la artista forense Karen T. Taylor, y la identificación posterior: April Dawn Lacy.

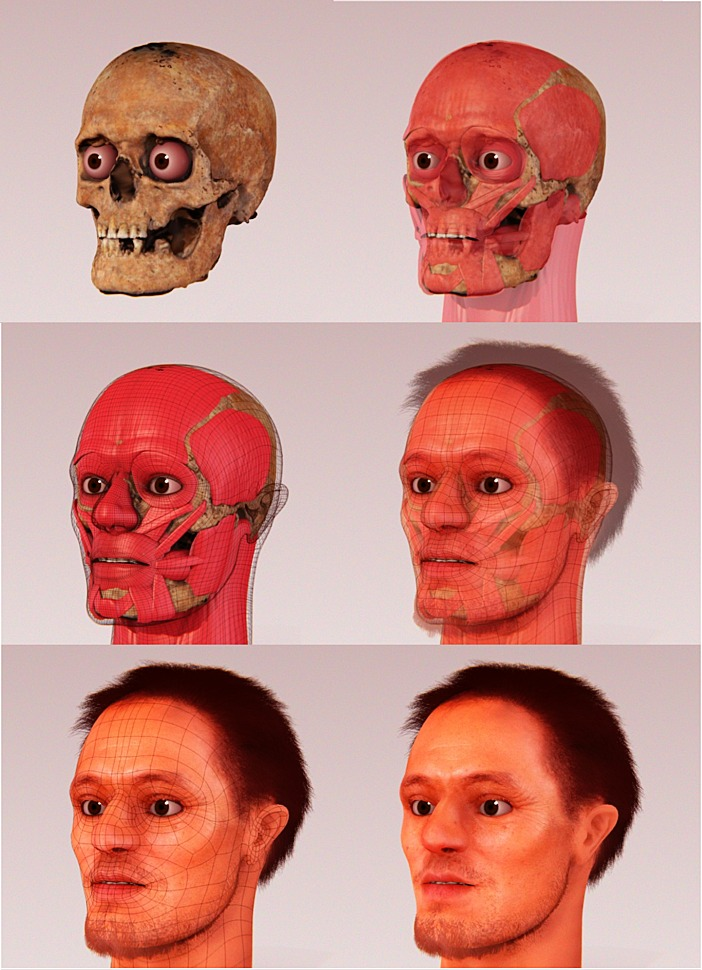
Reconstrucción facial forense de Alberto di Trento por Arc-Team y el artista 3D Cicero Moraes

Las reconstrucciones faciales bidimensionales se basan en fotografías ante mortem y el cráneo.
Se puede usar radiografías de cráneo, pero esto no es ideal ya que muchas estructuras craneales no son visibles o no están en la escala correcta. Este método generalmente requiere la colaboración de un artista y un antropólogo forense. Karen T. Taylor, de Austin, Texas, fue pionera en un método comúnmente usado de reconstrucción facial en 2D durante la década de 1980.
El método de Taylor consiste en adherir marcadores de profundidad de tejido en un cráneo no identificado en varios puntos de referencia antropológicos, y luego fotografiar el cráneo. Las impresiones fotográficas frontales y laterales de tamaño real o individual se utilizan como base para los dibujos faciales realizados en vitela transparente. Se ha desarrollado programas informáticos como F.A.C.E. y C.A.R.E.S. que producen aproximaciones faciales bidimensionales que pueden editarse y manipularse con relativa facilidad. Estos programas pueden ayudar a acelerar el proceso de reconstrucción y permitir que se apliquen variaciones sutiles al dibujo, aunque pueden producir imágenes más genéricas que las ilustraciones dibujadas a mano.

### Reconstrucciones tridimensionales
Las reconstrucciones faciales tridimensionales pueden ser:
1) esculturas (hechas de moldes de restos craneales ) creadas con plastilina y otros materiales  
2) imágenes de computadora tridimensionales de alta resolución.  
Al igual que las reconstrucciones bidimensionales, las reconstrucciones tridimensionales generalmente requieren un artista y un antropólogo forense. Los programas de computadora crean reconstrucciones tridimensionales manipulando fotografías escaneadas de los restos craneales no identificados, fotografías de rasgos faciales y otras reconstrucciones disponibles. Estas aproximaciones informáticas suelen ser más efectivas en la identificación de víctimas porque no parecen demasiado artificiales. Este método ha sido adoptado por el Centro Nacional para Niños Desaparecidos y Explotados, que utiliza este método para mostrar aproximaciones de las facciones de un cadáver no identificado.

### Superposición
La superposición es una técnica que, a veces, se incluye entre los métodos de reconstrucción facial forense. No siempre se incluye como técnica porque los investigadores ya deben tener algún tipo de conocimiento sobre la identidad de los restos esqueléticos con los que están tratando (a diferencia de las reconstrucciones 2D y 3D, cuando la identidad de los restos esqueléticos generalmente es completamente desconocida). Las superposiciones forenses se crean superponiendo una fotografía de un individuo sospechoso de pertenecer a los restos esqueléticos no identificados sobre una radiografía del cráneo no identificado. Si el cráneo y la fotografía son del mismo individuo, entonces las características anatómicas de la cara deben alinearse con precisión.

## Historia
Hermann Welcker en 1883 y Wilhelm His, Sr. en 1895, fueron los primeros en reproducir aproximaciones faciales tridimensionales a partir de restos craneales. His registró datos sobre el grosor promedio de los tejidos faciales, seguidos por Kollmann y Buchly, quienes luego recopilaron datos adicionales y compilaron tablas que todavía se mencionan en la mayoría de los laboratorios que trabajan en reproducciones faciales.
La reconstrucción facial se originó en dos de los cuatro subcampos principales de la antropología. En antropología biológica, se usaron para aproximar la aparición de las primeras formas de homínidos, mientras que en arqueología se usaron para validar los restos de figuras históricas. En 1964, Mikhail Gerasimov fue probablemente el primero en intentar la reconstrucción facial paleoantropológica para estimar la apariencia de los pueblos antiguos.
Aunque más tarde los estudiantes de Gerasimov usaron sus técnicas para ayudar en investigaciones criminales, fue Wilton M. Krogman quien popularizó la aplicación de la reconstrucción facial en el campo forense. Krogman presentó su método para la reconstrucción facial en su libro de 1962, detallando su método de aproximación. Otros que ayudaron a popularizar la reconstrucción facial tridimensional incluyen Cherry (1977), Angel (1977), Gatliff (1984), Snow (1979) e Iscan (1986).
En 2004, el artista canadiense Christian Corbet creó la primera reconstrucción facial forense de una momia de aproximadamente 2200 años basada en tomografía computarizada y escáneres láser. Esta reconstrucción se conoce como el proyecto Sulman Mummy. [cita requerida]

## Técnica para crear una reconstrucción de arcilla tridimensional.

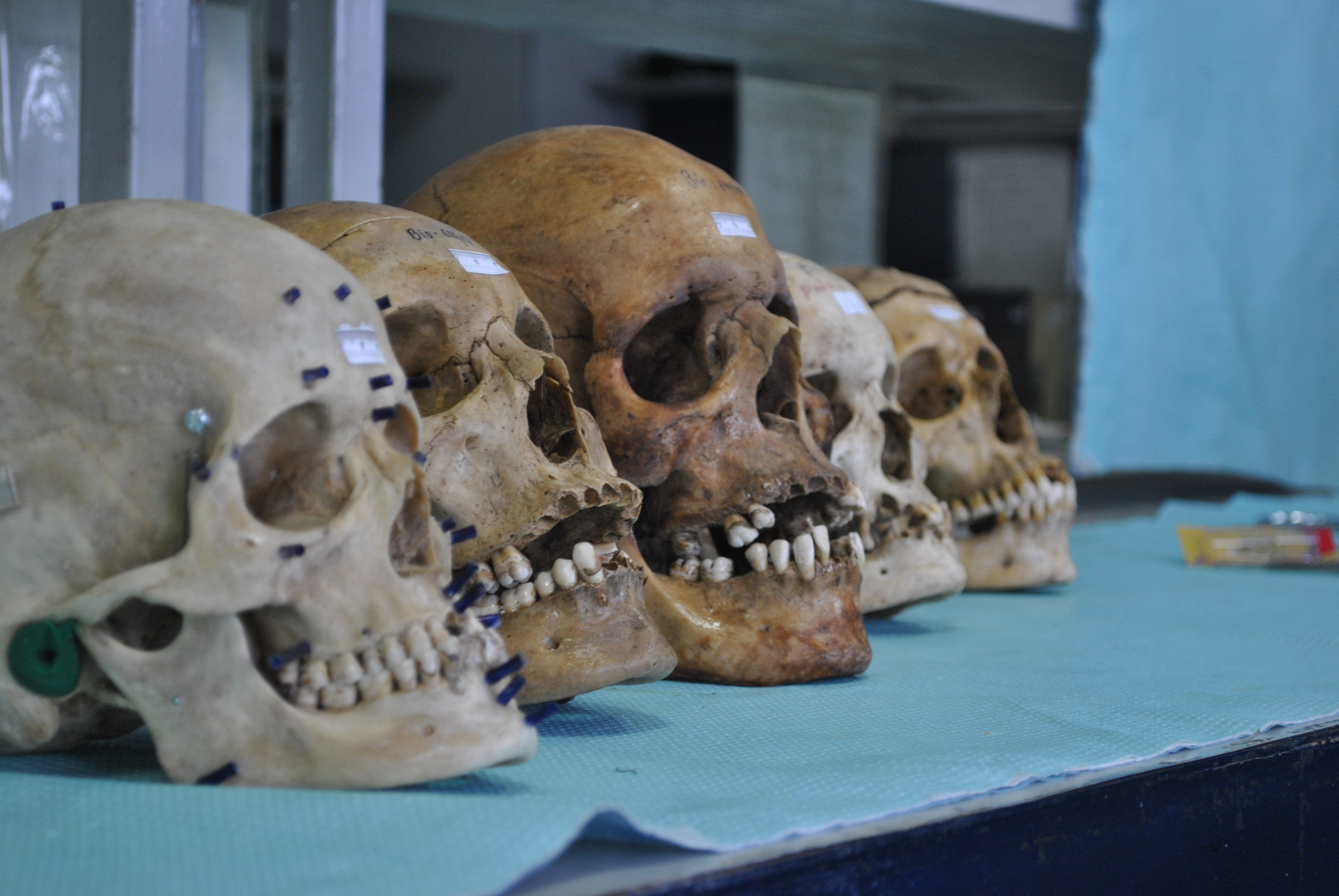
Cráneos para aproximación facial

No se ha aceptado un método estándar para crear reconstrucciones faciales forenses tridimensionales por lo que se utilizan múltiples métodos y técnicas. El proceso detallado a continuación refleja el método presentado por Taylor y Angel de su capítulo en Identificación craneofacial en medicina forense, págs. 177-185. Este método supone que el sexo, la edad y la raza de los restos que se someterán a la reconstrucción facial ya se han determinado mediante técnicas antropológicas forenses tradicionales.
El cráneo es la base de la reconstrucción facial; sin embargo, otros restos físicos resultan valiosos. Ocasionalmente, se encuentran restos de tejido blando en un conjunto de restos. Mediante una inspección minuciosa, el artista forense puede aproximar el grosor del tejido blando sobre las áreas restantes del cráneo en función de la presencia de estos tejidos. Esto elimina uno de los aspectos más difíciles de la reconstrucción, la estimación del grosor del tejido. Además, cualquier otra evidencia física o corporal que se encuentre en asociación con restos (por ejemplo, joyas, cabello, anteojos, etc.) ayuda en las etapas finales de la reconstrucción porque reflejan directamente la apariencia del individuo en cuestión.

Pasos de la reconstrucción forense facial de una momia.

Sin embargo, lo más común es que solo el cráneo óseo y ningún otro tejido blando estén presentes en los restos presentados a los artistas forenses. En este caso, se realiza un examen completo del cráneo. Este examen se enfoca, pero no se limita a, la identificación de cualquier patología ósea o puntos de referencia inusuales, la resistencia de las uniones musculares, el perfil de la mandíbula, la simetría de los huesos nasales, la dentición y el desgaste de las superficies oclusales. Todas estas características tienen un efecto en la apariencia de la cara de un individuo.
Una vez que se completa el examen, se limpia el cráneo y las áreas dañadas o fragmentadas se reparan con cera. Luego se vuelve a unir la mandíbula, nuevamente con cera, de acuerdo con la alineación de los dientes o, si no hay dientes, promediando las dimensiones verticales entre la mandíbula y el maxilar. Las muescas (como las aberturas nasales) se rellenan con plastilina y se insertan ojos protésicos en las órbitas centradas entre los bordes orbitales superior e inferior. En este punto, se prepara un molde de yeso del cráneo. Usando el molde, reproduzco el cráneo en yeso.
Después de obtener el yeso, unos plásticos coloreados o unos palos con extremos coloreados se unen en 21 áreas  de referencia. Estos sitios representan el grosor promedio del tejido facial para personas del mismo sexo, raza y edad que el de los restos. A partir de este momento, todas las características se agregan utilizando plastilina.
Primero, los músculos faciales se colocan en capas en el yeso en el siguiente orden: temporal, masetero, buccinador y occipitofrontal, y finalmente los tejidos blandos del cuello. Luego, la nariz y los labios se reconstruyen antes de que se forme cualquiera de los otros músculos. Los labios son aproximadamente tan anchos como la distancia interpupilar. Sin embargo, esta distancia varía significativamente con la edad, el sexo, la raza y la oclusión. La nariz es una de las características faciales más difíciles de reconstruir porque el hueso subyacente es limitado y la posibilidad de variación es expansiva. El perfil nasal se construye midiendo primero el ancho de la abertura nasal y la espina nasal. El uso de un cálculo de tres veces la longitud de la columna más la profundidad del marcador de tejido número cinco producirá la longitud aproximada de la nariz. A continuación, la dirección de la nariz se determina examinando la dirección de la columna nasal: hacia abajo, plana o hacia arriba. Luego, se coloca un bloque de arcilla de longitud adecuada en la columna nasal y el tejido nasal restante se rellena utilizando marcadores de tejido dos y tres como guía para el puente de la nariz. Las alas se recrean marcando primero un punto cinco milímetros por debajo del fondo de la abertura nasal. Después de que se construye la parte principal de la nariz, las alas se recrean como pequeñas bolas de arcilla en forma de huevo, que tienen cinco milímetros de diámetro en el punto más ancho, estas se colocan en los lados de la nariz correspondientes a la marca hecha anteriormente. Las alas se mezclan con la nariz y la estructura general de la nariz se redondea y se moldea adecuadamente.
A continuación se agregan los músculos de la expresión facial y el tejido blando alrededor de los ojos. Se realizan mediciones adicionales según la raza (especialmente para aquellos con pliegues oculares característicos de ascendencia asiática) durante esta etapa. A continuación, los tejidos se construyen dentro de un milímetro de los marcadores de grosor del tejido y se agregan las orejas (noten que las orejas son la parte más difícil de reproducir), la cara está "carnosa", lo que significa que se agrega arcilla hasta que se cubren los marcadores de grosor del tejido, y se agrega cualquier caracterización específica (por ejemplo, cabello, arrugas en la piel, rasgos raciales notables, anteojos, etc.).
El cráneo de Mozart fue la base de su reconstrucción facial a partir de datos antropológicos. El busto fue presentado en el "Salon du Son", París, en 1991.

## Problemas con la reconstrucción facial.
Existen múltiples problemas asociados con la reconstrucción facial forense.

### Datos insuficientes del grosor del tejido

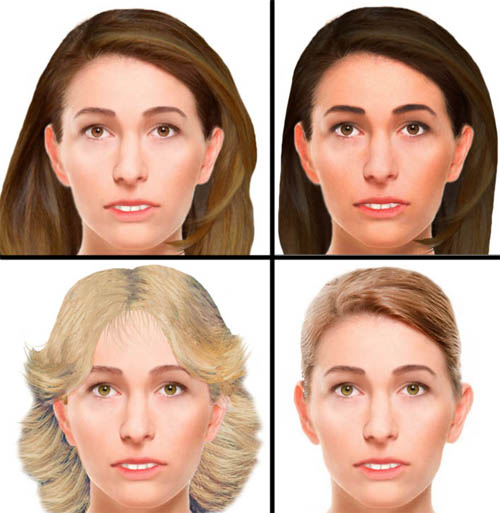
En muchos casos, el peinado del sujeto es desconocido, lo que hace que un artista adivine, como esta mujer no identificada encontrada en Ontario, Canadá.

Los datos utilizados para el grosor promedio del tejido facial disponibles siguen siendo muy limitados en rangos de edades, sexos y estructuras corporales. Esta disparidad afecta en gran medida la precisión de las reconstrucciones. Hasta que se amplíen estos datos, la probabilidad de producir la reconstrucción más precisa es en gran medida limitada.

### Falta de estandarización metodológica.
Un segundo problema es la falta de una estandarización metodológica en la aproximación de los rasgos faciales. Todavía no se ha reconocido un método oficial único para reconstruir la cara. Esto también presenta un retroceso importante en la aproximación facial porque las características faciales como los ojos y la nariz y las características de individualización como el peinado, características que es más probable que los testigos recuerden, carecen de una forma estándar de reconstrucción. Los métodos asistidos por computadora pueden ayudar a estandarizar el proceso.   
[cita requerida]

### Subjetividad
Las reconstrucciones revelan el tipo de rostro que una persona puede tener. Esto se debe a la falta de estandarización que da mucho rango a la subjetividad artística. La posición y la forma general de las características faciales son precisas en su mayoría ya que el cráneo las determina.

## Reconstrucción forense del rostro de animales no humanos
Una imagen del modelo forense de un cráneo de perro encontrado en el asentamiento neolítico de la colina Cuween de las islas orcadas fue publicada por Sci-News.com el 22 de abril el año 2019. 
La artista forense Amy Thornton hizo un modelo de la cabeza del perro usando una impresora 3D, basada en una tomografía computarizada realizada en la Escuela Real de Estudios Veterinarios de uno de los 24 cráneos caninos encontrados en el sitio. 
Según la curadora principal de investigación arqueológica del Departamento de Historia y Arqueología de Escocia en los Museos Nacionales de Escocia, «El tamaño de un collie grande, y con características que recuerdan a las de un lobo gris europeo, el perro de Cuween tiene mucho que decirnos, no solo sobre las prácticas ceremoniales y el significado simbólico del perro en el Neolítico tardío, sino también sobre la apariencia de perros domésticos en el tercer milenio antes de Cristo» añade «Si bien se han hecho reconstrucciones de personas de la época neolítica, no conocemos ningún intento previo de reconstruir a un animal de esta época».

## En la cultura popular
Hay presencia de reconstrucciones faciales forenses en la industria del entretenimiento y los medios. Por fines artísticos, los investigadores criminales ficticios y los antropólogos forenses ficticios utilizan la reconstrucción forense y facial de manera diferente a la manera común de usarla. (una influencia conocida como el " efecto CSI "). Por ejemplo, los investigadores forenses ficticios a menudo pedirán la creación de una reconstrucción facial tan pronto como se descubra un conjunto de restos esqueléticos. En la realidad, las reconstrucciones faciales se han utilizado como último recurso para identificar a un individuo.
La reconstrucción facial se ha presentado como parte de una serie de métodos de ciencia forense en programas de televisión ficticios como CSI: Crime Scene Investigation y NCIS y sus respectivas franquicias: CSI y NCIS . 
En Bones, una serie de televisión de larga duración centrada en el análisis forense de restos humanos descompuestos y esqueléticos, la reconstrucción facial se presenta en la mayoría de los episodios, utilizada de manera muy similar a un boceto de artista policial en los procedimientos policiales. El personaje del reparto habitual, Angela Montenegro, especialista en reconstrucción facial del equipo Bones, emplea software 3D y proyección holográfica para "devolver a las víctimas sus rostros" (como se señaló en el episodio, "Un niño en un arbusto").
En el episodio de MacGyver "El secreto de la casa de Parker", MacGyver reconstruye el cráneo de la tía de Penny Betty mientras investigaba su casa. 
La reconstrucción facial del cráneo del faraón Tutankamón de Egipto, apareció en la portada de la revista National Geographic en junio de 2005.
Una variedad de kits de reconstrucción facial están disponibles, con versiones de "escena del crimen", también, reconstrucciones de figuras históricas famosas, como Tutankamón. 
Recientemente, la reconstrucción facial ha sido parte del proceso utilizado por investigadores que intentan identificar restos humanos de dos soldados del ejército canadiense perdidos en la Primera Guerra Mundial. Un soldado fue identificado mediante análisis de ADN en 2007, pero debido al deterioro del ADN, la identificación del segundo utilizando las mismas técnicas falló. En 2011, el segundo de los restos de los soldados descubiertos en Avion, Francia, se identificó mediante una combinación de software de impresión 3D, escultura reconstructiva y el uso de análisis isotópico de hueso.

## Otras lecturas
- Burns, Karen Ramey. Forensic Anthropology Training Manual.  New Jersey:  Prentice Hall, 1999
- Gerasimov, Michail M. The Face Finder. New York CRC Press, 1971
- Helmer, Richard et al. Assessment of the Reliability of Facial Reconstruction. Forensic Analysis of the Skull: Craniofacial Analysis, Reconstruction, and Identification.  Ed. Mehmet Iscan and Richard Helmer. New York: Wiley-Liss, Inc. 1993. pp. 229-243
- Innes, Brian. Bodies of Evidence. Amber Books Ltd, 2000.
- Iscan, Mehmet Yasar. Craniofacial Image Analysis and Reconstruction. Forensic Analysis of the Skull: Craniofacial Analysis, Reconstruction, and Identification.  Ed. Mehmet Iscan and Richard Helmer. Nueva York: Wiley-Liss, Inc. 1993. pp. 1-7.
- Lebedinskaya, G.V., T.S. Balueva, and E.V. Veselovskaya. Principles of Facial Reconstruction. Forensic Analysis of the Skull: Craniofacial Analysis, Reconstruction, and Identification. Ed. Mehmet Iscan and Richard Helmer. New York: Wiley-Liss, Inc. 1993.  pp. 183-198
- Lundy, John K. Physical Anthropology In Forensic Medicine.  Anthropology Today, Vol. 2, No. 5. October 1986. pp. 14-17
- Rathbun, Ted. Personal Identification: Facial Reproductions.  Human Identification. Case Studies in Forensic Anthropology.  Ed. Ted A. Rathbun and Jane E. Buikstra. Springfield, IL: Charles C Thomas Publisher, LTD, 1998. pp. 347-355
- Reichs, Kathleen and Emily Craig. Facial Approximation: Procedures and Pitfalls.  Forensic Osteology: Advances in the Identification of Human Remains 2nd Edition.  Ed. Kathleen J. Reichs. Springfield, IL: Charles C Thomas Publisher, Ltd, 1998. pp. 491-511
- Rhine, Stanley. Facial Reproductions In Court. Human Identification. Case Studies in Forensic Anthropology. Ed. Ted A. Rathbun and Jane E. Buikstra. Springfield, IL: Charles C Thomas Publisher, LTD, 1998. pp. 357-361
- Steadman, Dawnie Wolfe.  Hard Evidence: Case Studies in Forensic Anthropology.  New Jersey: Prentice Hall, 2003
- Taylor, Karen T. Forensic Art and Illustration. CRC Press, 2000
- Taylor, R. and Angel, C. Facial Reconstruction and Approximation. Craniofacial Identification in Forensic Medicine. Britain: Arnold. 1998. pp. 177-185.
- Wilkinson, Dr Caroline. Forensic Facial Reconstruction. Cambridge University Press, 2004